# ماریک ووس-لوند
ماریک ووس-لوند (انگلیسی: Marik Vos-Lundh; ۳ ژوئن ۱۹۲۳ – ۱۳ ژوئیهٔ ۱۹۹۴) یک طراح صحنه و لباس، و طراح تولید اهل سوئد بود.